# Градус Целзий
 Тази статия е за единицата.  За шведския астроном вижте Андерс Целзий.  
Градус Целзий (означение °C) е единица за измерване на температура. Наименувана е на шведския астроном Андерс Целзий (Anders Celsius) (1701 – 1744), който пръв предлага подобна система през 1742 г. Използва се в Международната система единици (SI) наред с келвина (K).
По ска̀лата на Целзий 0,01 °C е тройната точка на водата, а един градус е 1/273,16 част от температурната разлика между тройната точка на водата и абсолютната нула. Преди 1954 г. ска̀лата е дефинирана с точката на замръзване на водата (0 °C) и точката ѝ на кипене (100 °C) при атмосферно налягане от 1 атмосфера.
Първоначалното определение на градус Целзий зависело от определението на стандартното атмосферно налягане, тъй като и температурата на кипене на водата, и температурата на топене на леда зависят от налягането. Това не е много удобно за стандартизация на единица за измерване. Затова, след приемането на келвина (K) като основна единица за измерване на температурата, определението за градус Целзий е преразгледано.
Съгласно съвременното определение, един градус Целзий е равен на един келвин (K), но нулата от скалата на Целзий е установена така, че температурата на тройната точка на водата е равна на 0,01 °C. В резултат, скалите на Целзий и на Келвин са отместени на 273,15 единици:
{\displaystyle t_{C}=t_{K}-273,15}

## История
В оригиналната скала, предложена от Андерс Целзий през 1742 г. в статията му Observations about two fixed degrees on a thermometer, температура на кипене на водата при налягане 1 атмосфера е дефинирана като 0 градуса, а температурата на замръзване – 100 градуса, за разлика от модерната ска̀ла, където е точно обратното. Промяната е направена малко след смъртта му, отчасти поради натиска на Даниел Лежимън Есктрьом – шведски производител на термометри, използвани от Целзий.

## Наименование
Единицата градус Целзий е друго (специално) наименование на единицата келвин от международната система единици, т.е. 1 °C = 1 K. При тази единица се използва пълното ѝ наименование („градус Целзий“, а не просто „Целзий“). Принципно представките от системата биха могли да се използват, но на практика това не става (ISO 80000). Означението (символът) °C, както всички означения на единиците от SI, се пише разделено от цифрата (напр. 17 °C, а не 17⁠°C).
| Изходни                                            | Целеви            | Формула              |
| -------------------------------------------------- | ----------------- | -------------------- |
| градуси Целзий                                     | градуси Фаренхайт | °F = °C × 1,8 + 32   |
| градуси Фаренхайт                                  | градуси Целзий    | °C = (°F − 32) / 1,8 |
| градуси Целзий                                     | келвини           | K = °C + 273,15      |
| келвини                                            | градуси Целзий    | °C = K − 273,15      |
| Калкулатор за конвертиране на температурни единици |                   |                      |

## Приложение
Ска̀лата на Целзий е без съмнение най-разпространената температурна ска̀ла в света. Тя се използва от всички страни с изключение на САЩ и Ямайка, където ска̀лата Фаренхайт продължава да бъде предпочитана в бита, но е до голяма степен изместена от Целзиевата ска̀ла в редица приложения, сред които са космическите изследвания (например НАСА), авиацията, науката, както и военното дело.
Във Великобритания официалната мерна единица за температура също е градус Целзий. Тя е широко използвана от правителството и медиите, но някои по-възрастни британци все още предпочитат да използват старата ска̀ла Фаренхайт.